# Alfonso Valencia
Alfonso Valencia Herrera (Sevilla, 1959) es un biólogo español, profesor de la Institución Catalana de Investigación y Estudios Avanzados (ICREA), actual director del departamento de Ciencias de la Vida en el Centro Nacional de Supercomputación de Barcelona, del Instituto Nacional de Bioinformática (INB-ISCIII), y coordinador del data pillar de la iniciativa IMPaCT de Medicina Personalizada en España. De 2015 a 2018, fue presidente de la Sociedad Internacional de Biología Computacional.
Sus áreas de investigación principal son el desarrollo de métodos de Biología Computacional y su aplicación a problemas médicos. Algunos de los métodos computacionales desarrollados por él se consideran pioneros en áreas tales como minería de textos biológica,  coevolución proteínica, redes de enfermedad y, más recientemente, sistemas de modelos celulares (gemelos digitales). Participa en varios de los consorcios internacionales más importantes relacionados con el estudio del cáncer.
En cuanto a servicios comunitarios, es uno de los promotores originales de la estructura ELIXIR, fundador de la red Española e internacional de Bioinformática y expresidente del ISCB, la asociación profesional internacional de Bioinformáticos. Es también Editor Ejecutivo de la principal publicación del sector (Bioinformatics OUP).
Su investigación se centra en el estudio de sistemas biomédicos con enfoques de biología computacional y bioinformática.

## Biografía
Alfonso Valencia estudió biología en la Universidad Complutense de Madrid, especializándose en genética de poblaciones y biofísica. En 1987 fue científico visitante en el laboratorio de la Cruz Roja Americana. Recibió su doctorado en biología molecular en 1988 de la Universidad Autónoma de Madrid., con la tesis : Estudios sobre la estructura y propiedades de discoidina I, proteína implicada en la agregación de "Dictvostelium discoideum" De 1989 a 1994 fue becario postdoctoral en el laboratorio de Chris Sander en el Laboratorio Europeo de Biología Molecular (EMBL) en Heidelberg, estudiando la evolución de la función de la proteína usando la secuencia y enfoques basados en la estructuras de las mismas.
En 1994, Valencia formó el Grupo de Diseño de Proteínas en el Centro Nacional de Biotecnología (CNB). Lideró el Grupo de Biología Estructural y Computacional en el Centro Nacional de Investigaciones Oncológicas (CNIO)  y en 2006 se trasladó al mismo como director del programa de Biología Estructural y Biocomputación. Desde 2016 es profesor de ICREA, centro de investigación de la Generalidad de Cataluña y director del Departamento de Ciencias de la Vida del Centro de Nacional de Supercomputación en Barcelona (BSC).
Como biólogo computacional, el enfoque de su trabajo es la comprensión mecanicista de los sistemas biológicos, incluido el cáncer y otras enfermedades, con una combinación de enfoques de bioinformática, biología de red y aprendizaje automático. Su grupo ha desarrollado sistemas en las áreas de predicción de estructura, interacciones y redes de proteínas, biología de sistemas, con aplicaciones en epigenética, genómica del cáncer y comorbilidad de enfermedades. Todos estos activos convergen en el tema general de la medicina personalizada, con especial interés en la interfaz con la inteligencia artificial y la informática de alto rendimiento.
Valencia ha publicado más de 420 artículos científicos revisados por pares, ampliamente citados (índice h  2021 de 118) en revistas científicas que incluyen, entre muchas otras, Nature, PNAS o PLOS Computational Biology.

## Distinciones y honores
Académico Correspondiente de la Academia de Medicina de Zaragoza. Miembro fundador de la International Society for Computational Biology (ISCB), Valencia también se desempeñó como vicepresidente de la misma institución y en 2013 fue elegido presidente, cargo que ocupó de 2015 a 2018 sucediendo a Burkhard Rost. Valencia es doctor honoris causa de la Universidad Técnica de Dinamarca (DTU) y miembro electo de la Organización Europea de Biología Molecular (EMBO).